# Steve Bauer
Steve Bauer, född den 12 juni 1959 i Saint Catharines, Ontario, är en kanadensisk tävlingscyklist som tog OS-silver i linjeloppet vid olympiska sommarspelen 1984 i Los Angeles. 